# Умершие в январе 2010 года
Это список известных людей, соответствующих установленным критериям значимости (см. Википедия:Критерии значимости персоналий), умерших в январе 2010 года.
Причина смерти указывается лишь в исключительных случаях (убийство, самоубийство, гибель в результате военных действий, смертная казнь, ДТП или несчастные случаи). В остальных случаях — не указывается.

## Список

### 1 января

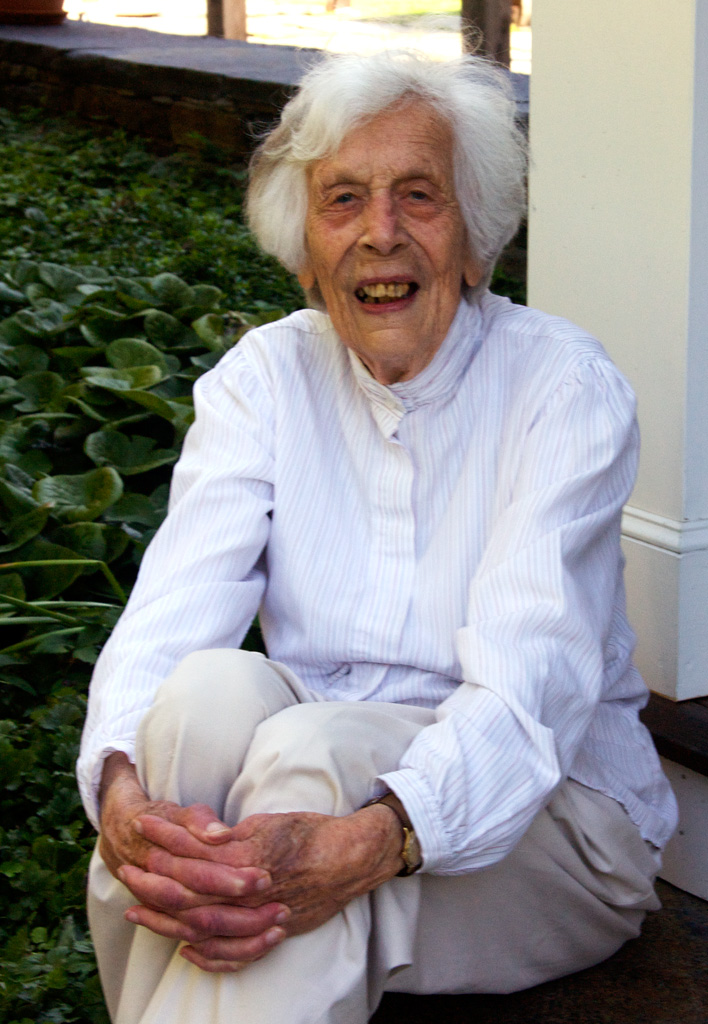
Фрея фон Мольтке

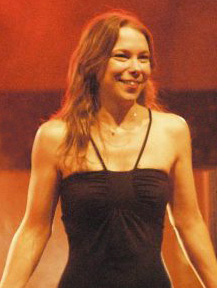
Лхаса Де Села

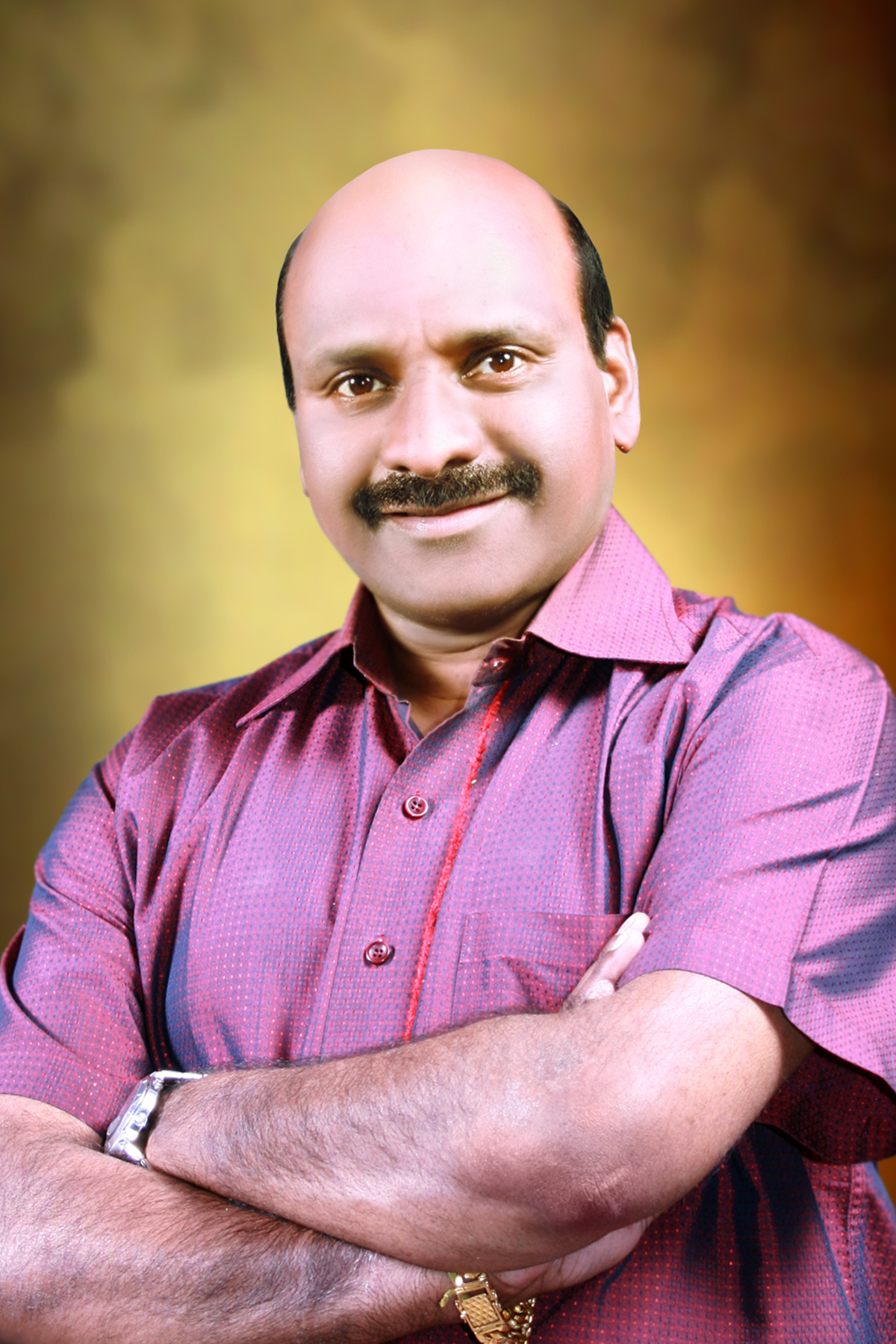
Периясами Чандрасекаран

- Брокетт, Гэри (62) — американский актёр и продюсер[1].
- Газинго, Бинго (85) — американский поэт[2].
- Захарова, Вера Кирилловна (89) — участница Великой Отечественной войны, первая якутская летчица.
- Кэрролл, Джин (98) — американская актриса[3].
- Мольтке, Фрея фон (98) — участница антифашистского сопротивления[4].
- Нойбауэр (Вернер), Марлен (91) — германский скульптор[5].
- Разорвин Владимир Михайлович (50) — советский и российский режиссёр и актёр. Создатель театральной студии «Синтез» при ДК ВНИИЭФ (Саров). [www.kino-teatr.ru/teatr/acter/ros/312433/bio/]
- Рахмат, Мохамед (71) — малайзийский политик, министр информации Малайзии (1978—1982, 1987—1999).[6].
- Де Села, Лхаса (37) — канадская певица; рак молочной железы[7].
- Слэй, Грегори (40) — американский музыкант, барабанщик и автор песен группы Remy Zero[8].
- Чандрасекаран, Периясами (52) — шри-ланкийский политик, министр (с 1994 г.)[9].
- Фриман, Джон (93) — американский аниматор, режиссёр и сценарист анимационного кино[10].
- Шамлан, Файзаль бин (75) — йеменский политик, министр нефтяных ресурсов и полезных ископаемых (1994—1995), кандидат на пост президента (2006)[11].

### 2 января
- Герасименко, Николай Афанасьевич (86) — полный кавалер ордена Славы.
- Гербер, Дэвид (86) — американский продюсер[12].
- Одинаев, Фаттох (71) — таджикский композитор. [www.kino-teatr.ru/kino/composer/sov/33708/bio/]
- Рамзаев, Пётр Васильевич (88) — советский и российский учёный-правовед, кандидат юридических наук.
- Шах, Ранжендра (96) — индийский поэт, лауреат премии Джнянпитх (2001)[13].

### 3 января
- Беддоу, Марджери (72) — американская балерина и актриса[14].
- Браунли, Ян (77) — английский юрист-межународник[15].
- Бесерра-Шмидт, Густаво (84) — чилийский композитор, дирижёр, музыковед и педагог[16].
- Бонишон, Джанни (65) — итальянский бобслеист, серебряный призёр зимних Олимпийских игр 1972 г.[17]
- Брескану, Василе Кириллович (69) — молдавский кинорежиссёр, актёр. [www.kino-teatr.ru/kino/acter/m/sov/18327/bio/]
- Заварин, Валерий Иванович (60) — российский джазовый музыкант, тромбонист. [www.kino-teatr.ru/kino/acter/star/254413/bio/]
- Рив, Джеффри (77) — британский режиссёр и продюсер[18].
- Рогде, Исак (62) — норвежский переводчик, в том числе книг с русского языка[19].

### 4 января

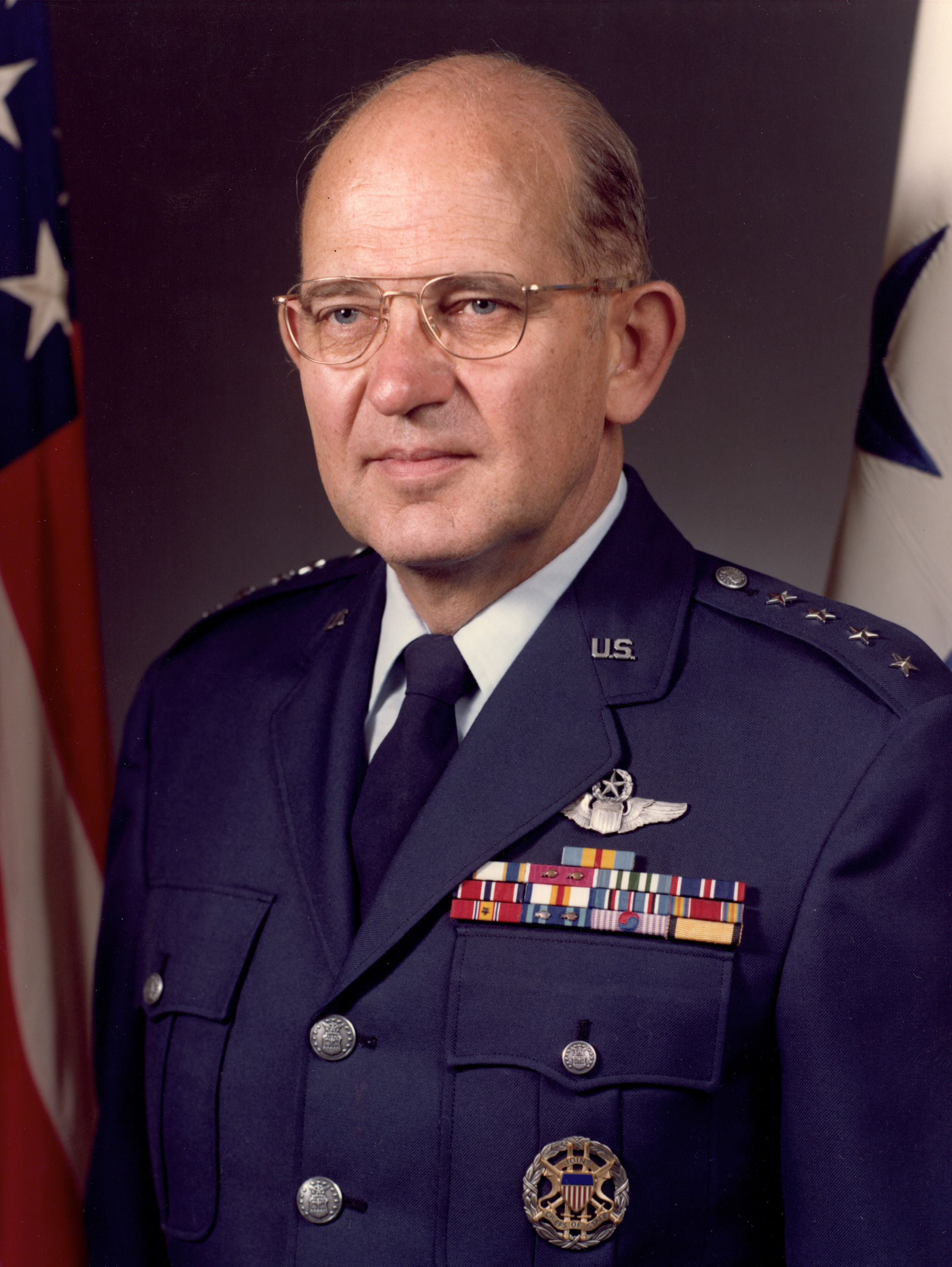
Лью, Аллен (мл.)

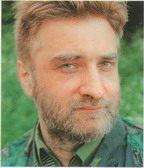
Александр Костецкий

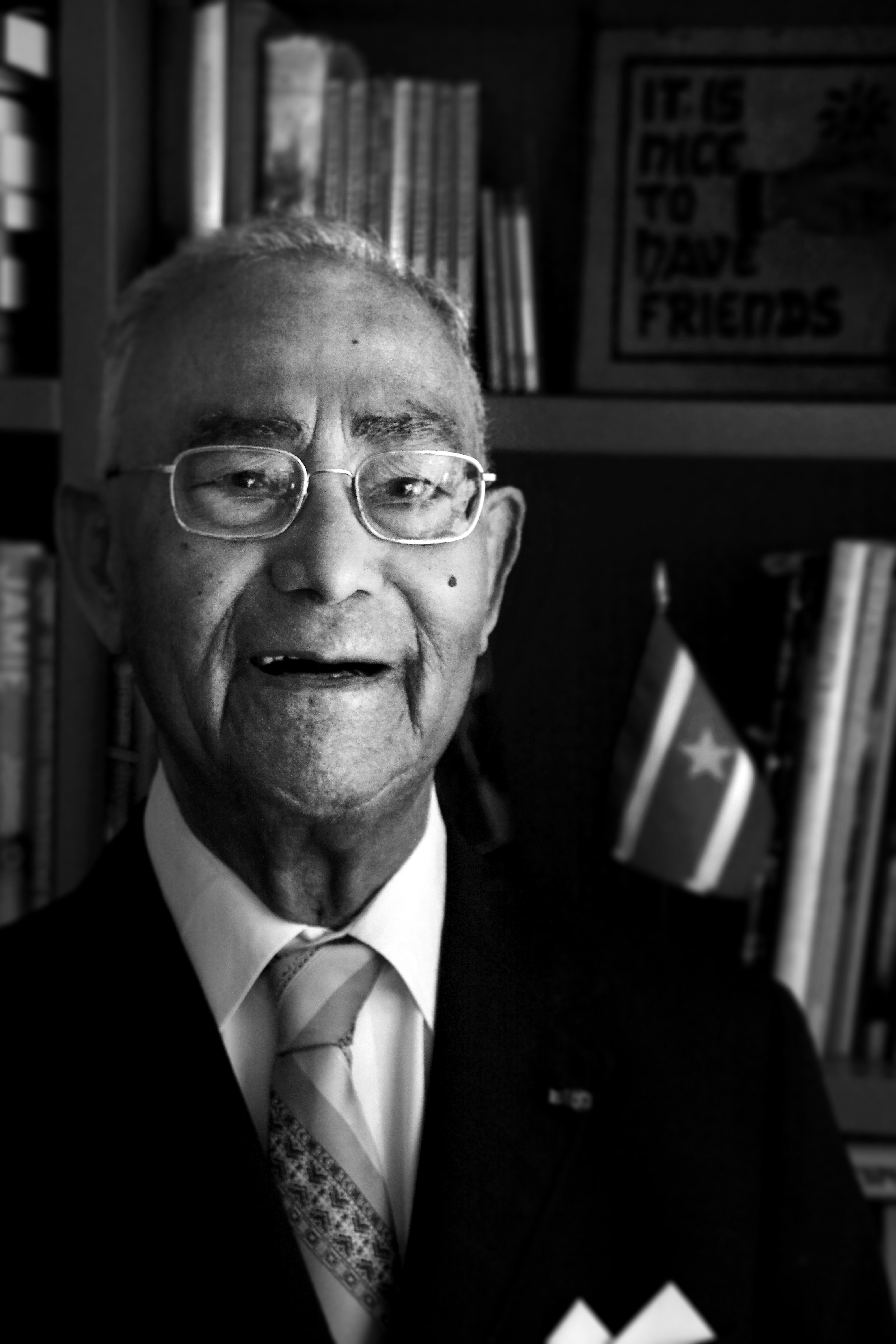
Йохан Ферье

- Аллен, Лью (мл.) (84) — директор агентства Национальной безопасности США (1973—1977)[20].
- Ефремов, Игорь Леонидович (70) — советский и российский композитор. [www.kino-teatr.ru/kino/composer/ros/36244/bio/]
- Доннелли, Донал (78) — ирландский актёр[21].
- Джонсон, Кейси (30) — наследница фармацевтической компании Johnson & Johnson; диабет[22].
- Костецкий, Александр Владимирович (55) — украинский скульптор живописец.
- Манякин, Сергей Иосифович (86) — первый секретарь Омского обкома КПСС (1961—1987), депутат Государственной Думы РФ (1995—1999)[23].
- Мельников, Владимир Иванович (74) — первый секретарь Коми обкома КПСС (1987—1989), министр лесной промышленности СССР (1989—1991)[24].
- Сандро де Америка (64) — аргентинский актёр и певец.
- Узун, Геннадий Гаврилович — главный тренер СК «Азовмаш».
- Ферье, Йоханн (99) — бывший президент Суринама (1975—1980)[25].
- Ямагути, Цутому (93) — японец, один из немногих людей, которые пережили обе атомные бомбардировки японских городов Хиросима и Нагасаки[26].

### 5 января
- Андрушкевич, Владимир Ильич (86) — заслуженный художник РСФСР.
- Бритов, Ким Николаевич (84) — народный художник России[27].
- Куэшига, Каридж (62) — политик республики Гана, министр сельского хозяйства (2001—2005), министр здравоохранения (2005—2009)[28].
- Ноланд, Кеннет (85) — американский художник[29].
- Одланд, Беверли (67) — американская актриса[30].
- Сиримис, Джордж (88) — министр финансов Кипра (1988—1993)[31].
- Сысоев, Георгий Васильевич (90) — белорусский архитектор, заслуженный архитектор БССР[32].
- Цанков, Борис (30) — болгарский писатель и журналист; убийство[33].

### 6 января
- Кушнерович, Радий Аронович (78) — советский прозаик, драматург и сценарист («Цыган»); публиковался также под псевдонимом «Кушниров». Приз «Золотая нимфа» за лучший сценарий музыкального телефильма («О тебе») на МТФ в Монте-Карло, 1983. [www.kino-teatr.ru/kino/screenwriter/sov/30316/bio/]
- Поклад, Николай Станиславович (63) — театральный художник, кукольный аниматор, режиссёр-постановщик видеофильмов и мультфильмов, художник-иллюстратор. [www.kino-teatr.ru/kino/painter/ros/48504/bio/]

### 7 января

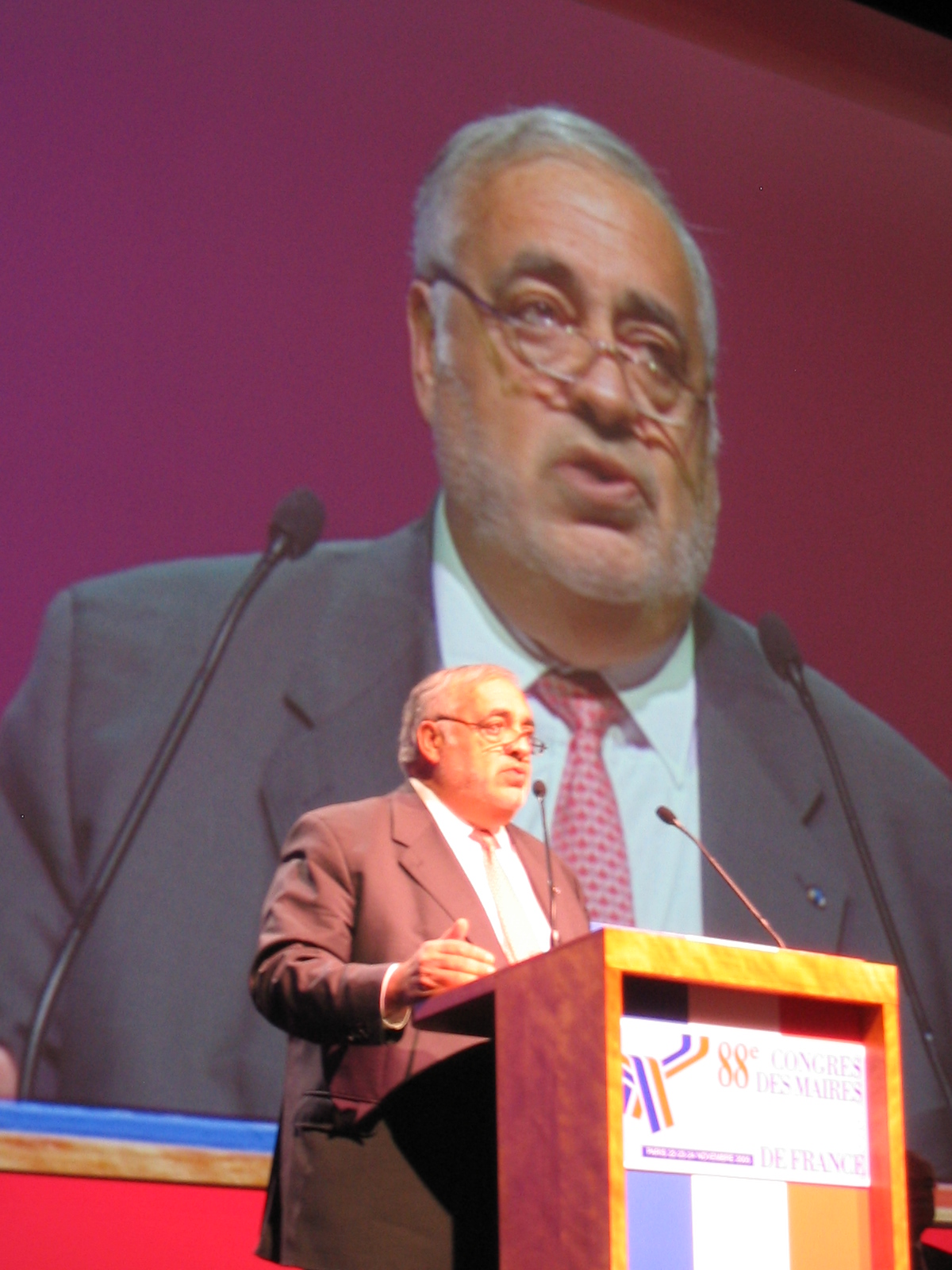
Филипп Сеген

- Арпентьев, Борис Михайлович (71) — учёный в области сборочных процессов и качества в машиностроении.
- Борч, Шандор (97) — и. о. президента УЕФА (1972—1973)[34].
- Казьмин, Пётр Иванович (94) — Герой России (1996), заслуженный лётчик-испытатель СССР (1966)[35].
- Крепс, Глеб Борисович (69) — советский кинооператор. [www.kino-teatr.ru/kino/operator/sov/260442/bio/]
- Латоцкий, Алексей Петрович (60) — каскадёр, рекордсмен книги рекордов Гиннесса; заболевание крови[36].
- Морозов, Александр Андреевич (85) — советский футболист и тренер[37].
- Савкова, Зинаида Васильевна (84) — профессор Санкт-Петербургского университета культуры, заслуженный деятель искусств России[38].
- Садриев, Шамиль (35) — заслуженный мастер спорта, двукратный чемпион мира по борьбе на поясах; остановка сердца[39].
- Саинян, Анаит Арамовна (92) — армянский прозаик, публицист[40].
- Санчес, Бланка (63) — мексиканская актриса[41].
- Саркисян, Давид Ашотович (63) — директор Музея архитектуры им. Щусева[42].
- Сеген, Филипп (66) — председатель Национального Собрания Франции (1993—1997)[43].

### 8 января

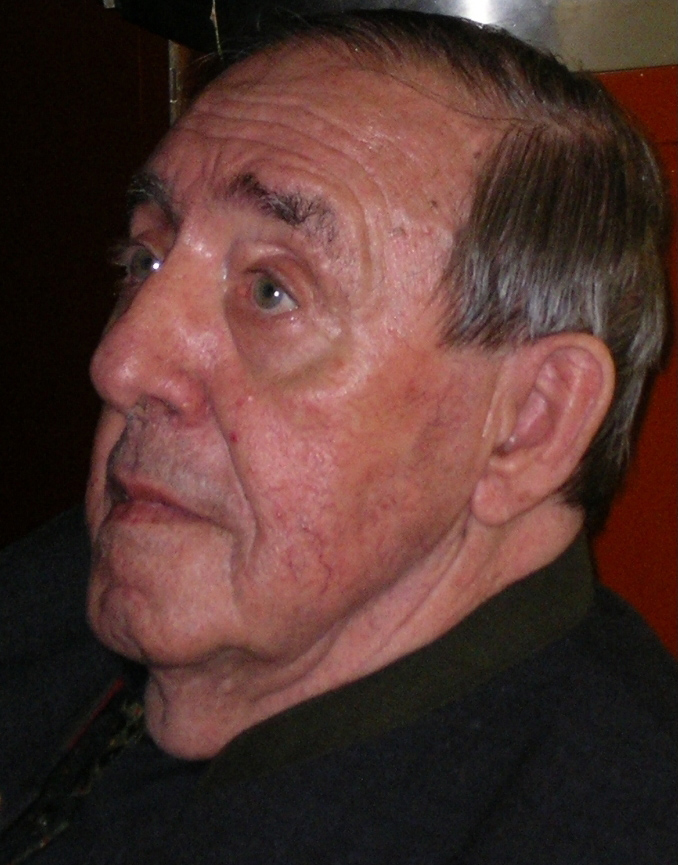
Отмар Суитнер

- Бернарди, Пьеро де (83) — итальянский сценарист, соавтор сценариев к фильмам «Брак по-итальянски», «Однажды в Америке», «Фантоцци» и многим другим. [www.kino-teatr.ru/kino/screenwriter/euro/111032/bio/]
- Суитнер, Отмар (87) — известный австрийский дирижёр[44].
- Клокей, Арт (88) — американский сценарист, режиссёр и продюсер анимационного кино[45].
- Кюблер, Урсула (74) — французская и швейцарская актриса и балерина. [www.kino-teatr.ru/kino/acter/w/euro/87124/bio/]
- Маслаев, Александр Витальевич (65) — русский художник и актёр современного арт-хауса[46].
- Мофан, Моника (76) — австралийская актриса[47].
- Мэсси, Чарльз (57) — ценральноафриканский политик, министр (1993—1996, 1997, 2005—2008) лидер повстанцев с 2008[48].
- Полуян, Алексей Владимирович (44) — российский киноактер. [www.kino-teatr.ru/kino/acter/ros/3426/bio/]
- Санчес, Бланка (63) — мексиканская актриса[49].
- Халме, Тони (47) — финский актёр и профессиональный боксёр[50].

### 9 января
- Бредефелдт, Геста (74) — шведский актёр[51].
- Бушнелл, Бертрам (88) — британский спортсмен (академическая гребля), чемпион Олимпийских игр 1948 г. по гребле в двойке парной[52].
- Козлов, Сергей Григорьевич (70) — русский писатель-сказочник, поэт[53].
- Крыжановский, Владимир Иванович (78) — заслуженный лётчик-испытатель СССР (1975)[54].
- Левитан, Надав (64) — израильский сценарист и режиссёр[55].
- Паладьев, Евгений Иванович (61) — советский хоккеист, заслуженный мастер спорта СССР (1969), трёхкратный чемпион мира (1969, 1970, 1973)[56].
- Разафиндратандра, Арман Гаэтан (84) — мадагаскарский кардинал, архиепископ Антананариву (1994—2005)[57].
- Самсонова, Надежда Васильевна (85) — советская киноактриса. [www.kino-teatr.ru/kino/acter/w/sov/3776/bio/]
- Виктор Тархов (96) — доктор юридических наук, профессор.

### 10 января
- Берн, Мина (98) — американская актриса[58].
- Мано Соло (46) — французский певец-шансонье[59].
- Саркисян, Фадей Тачатович (86) — председатель Совета Министров Армянской ССР (1977—1989)[60].
- Сорхайндо, Криспин (78) — президент Доминики (1993—1998)[61].
- Спириев, Божидар (76) — венгерский теоретик лёгкой атлетики. Изобретатель «Таблиц очков Спириева»[62].

### 11 января

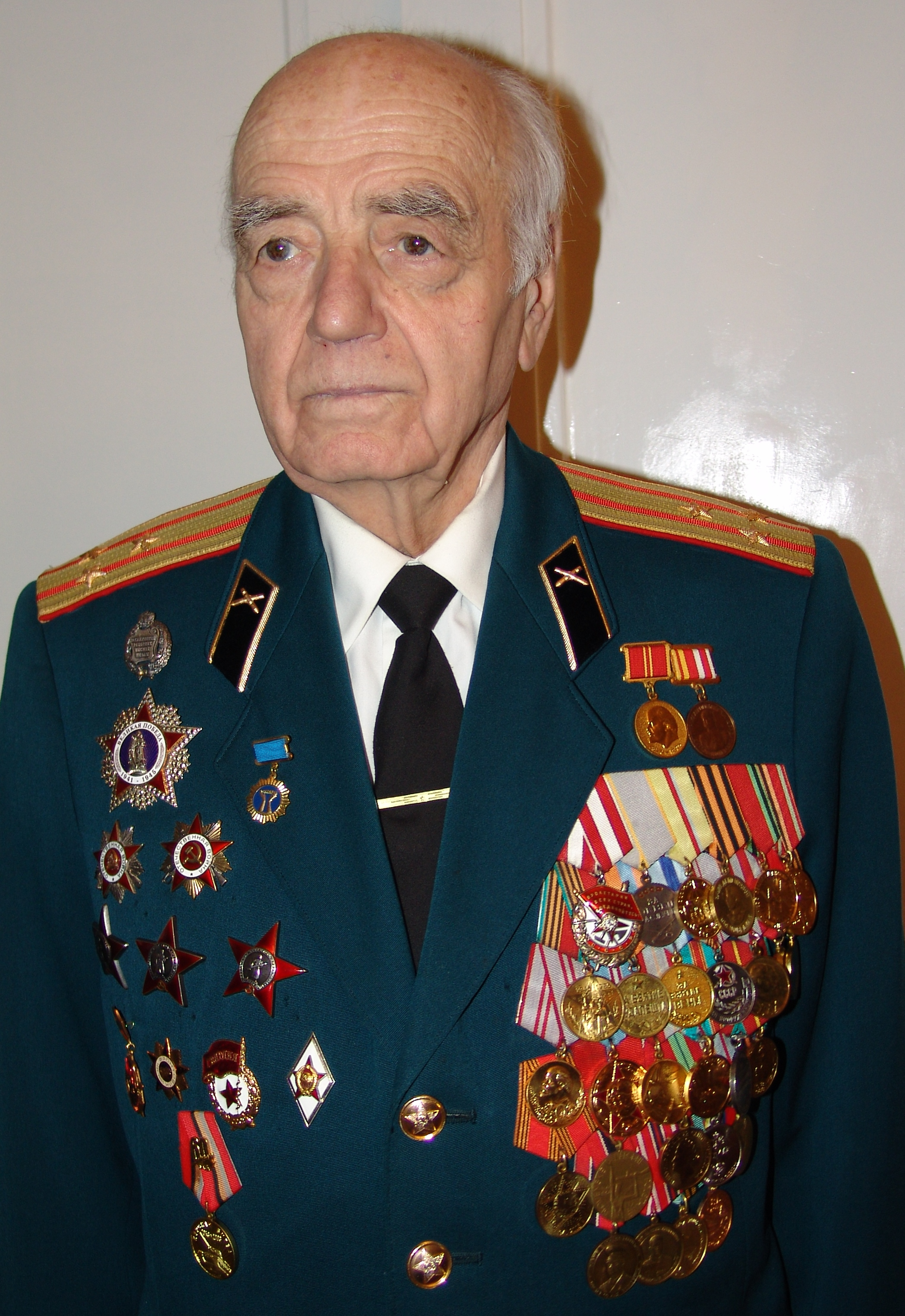
Иван Ладыга

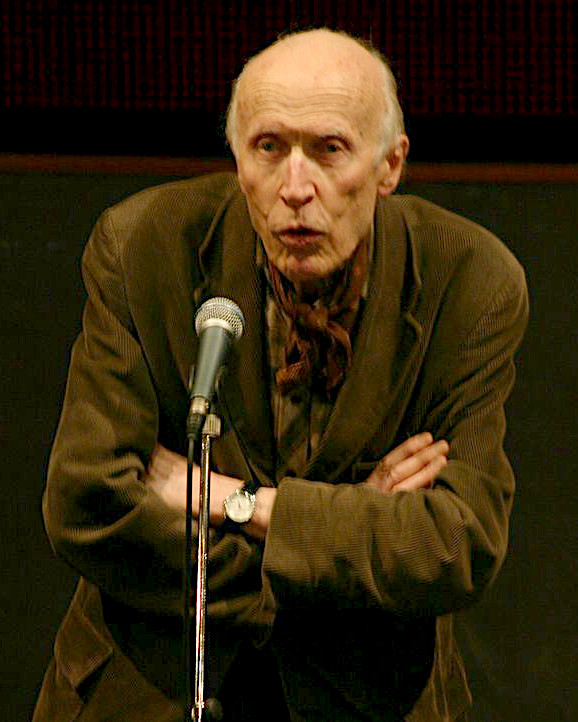
Эрик Ромер

- Андерсон, Джульет (71) — американская актриса, режиссёр и продюсер порнофильмов; болезнь Крона[63].
- Гараев, Рафаил Закирович (79) — советский строитель, Герой Социалистического Труда (1971)[64].
- Гаранян, Георгий Арамович (75) — советский и российский джазовый, классический и эстрадный саксофонист, художественный руководитель ряда музыкальных ансамблей, народный артист России (1993); остановка сердца[65].
- Гиз, Мип (100) — женщина, скрывавшая от нацистов Анну Франк[66].
- Зотов, Николай Александрович (86) — бывший начальник 10-го Главного управления Генерального штаба СССР, генерал-полковник в отставке[67].
- Кондратьев, Сергей Николаевич (93) — Герой Советского Союза.
- Ладыга, Иван Фёдорович (89) — учёный, педагог, полковник артиллерии.
- Либхарт, Курт (76) — австрийский спортсмен, чемпион мира по гребле на каноэ в каноэ-двойке на дистанции 1000 м (1954)[68].
- Мяннил, Харри (89) — крупный венесуэльский предприниматель эстонского происхождения, меценат[69].
- Ролиньо, Джо (104) — американский боксёр; ДТП[70].
- Ромер, Эрик (89) — французский кинорежиссёр. [www.kino-teatr.ru/kino/director/euro/72988/bio/]
- Северин, Юрий Дмитриевич (85) — советский и российский юрист.
- Трифонов, Аркадий, Александрович (62) — советский и российский сценарист. [www.kino-teatr.ru/kino/screenwriter/ros/37977/bio/]
- Черняев, Пётр Андреевич (85) — Герой Советского Союза.

### 12 января

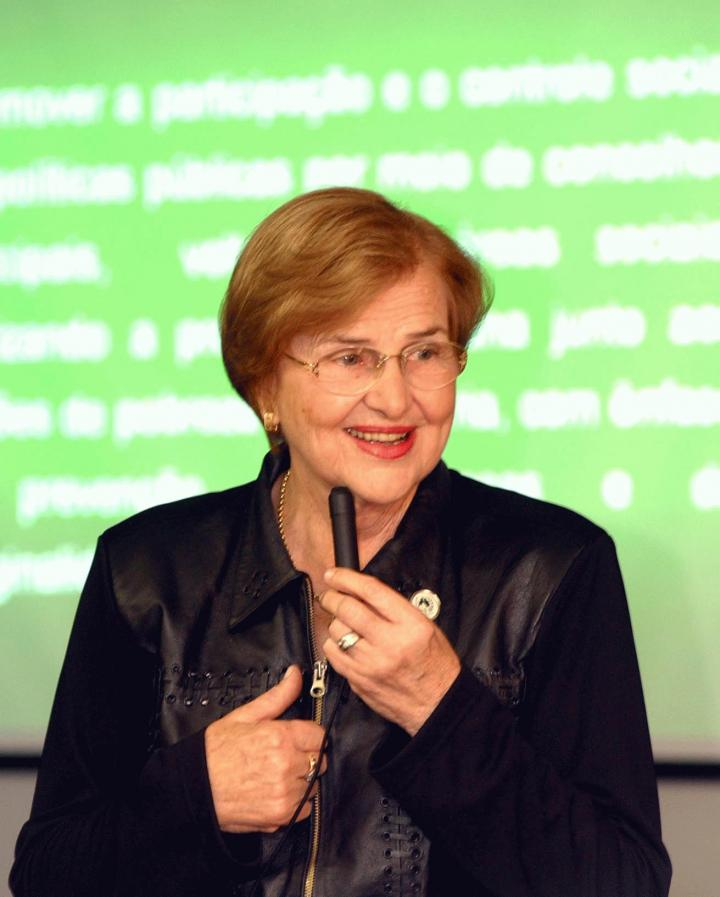
Зилда Аррнс

- Арнс, Зилда (75) — бразильский педиатр[71].
- Бенсаид, Даниэль (64) — французский философ-марксист, один из лидеров Революционной коммунистической лиги[72].
- Массуд Али Мохаммади (50) — профессор Тегеранского университета, иранский физик-теоретик; теракт[73].
- Муди, Элизабет — новозеландская актриса[74].
- Прентисс, Энн (70) — американская актриса[75].
- де ла Флор, Мигель Анхель (85) — министр иностранных дел Перу (1972—1976)[76].

### 13 января
- Горбачёва, Людмила Ивановна (79) — советская российская актриса, Заслуженная артистка РСФСР. [www.kino-teatr.ru/kino/acter/sov/43165/bio/]
- Данина, Алёна Аркадьевна (44) — коммерческий директор холдинга «Объединенные Медиа» и генеральный директор одноименного рекламного агентства[77].
- Джей Ритард (29) — панк-музыкант[78].
- Солонин, Михаил Иванович (65) — российский химик, член-корреспондент РАН (1997).
- Хорькова, Ольга Михайловна (87) — актриса Малого театра, народная артистка РСФСР[79].

### 14 января
- Вулф, Роулэнд (95) — американский гимнаст, чемпион летних Олимпийских игр 1932 в акробатических прыжках[80].
- Емельянов, Николай Евгеньевич (70) — профессор, доктор технических наук.
- Машинская, Елена Витальевна (55) — заслуженный тренер РФ по спортивной гимнастике[81].
- Найдин, Владимир Львович (76) — врач-реабилитолог, писатель[82].
- Нолт, Чарльз (86) — американский актёр[83].
- Ривера, Марика (90) — французская актриса[84].
- Шюрман, Петра (74) — немецкая модель, телеведущая и актриса, Мисс Мира 1956[85].

### 15 января

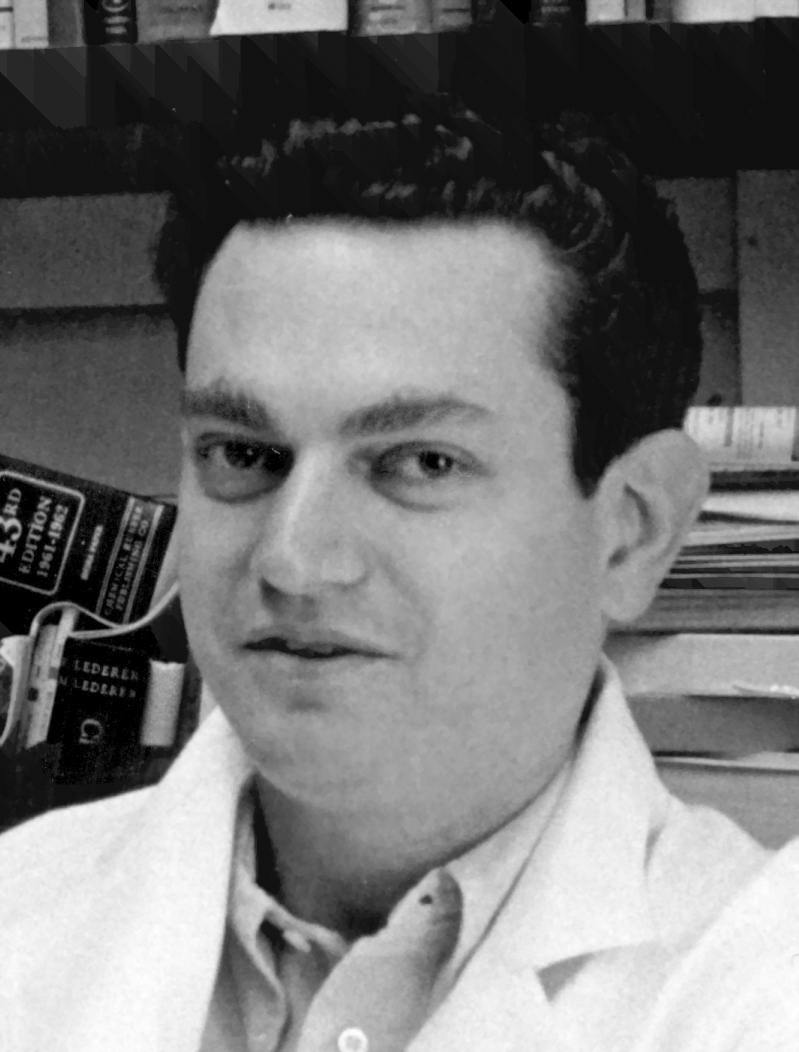
Маршалл Ниренберг

- Ниренберг, Маршалл (82) — американский биохимик и генетик, лауреат Нобелевской премии по физиологии и медицине 1968 года.[86]
- Малафеев, Александр Степанович (74) — 1-й секретарь Пермского горкома КПСС (1975—1979), председатель Пермского облисполкома (1979—1984)[87].

### 16 января
- Коптяков, Герман Михайлович (91) — Герой Социалистического Труда[88].
- Чиллик, Игорь (68) — словацкий актёр. [www.kino-teatr.ru/kino/acter/euro/300864/works/]

### 17 января
- Дайсукэ Гори (57) — японский сею, озвучивающий множество аниме, в частности мистера Сатана. Озвучивал Хэйхати Мисиму из серии игр Тэккэн и множество персонажей других игр[89].
- Папаконстантину, Михалис (91) — министр иностранных дел Греции (1992—1993)[90].
- Сигал, Эрик (72) — американский писатель и сценарист, автор сценария анимационного фильма «Желтая Подводная Лодка» (1968) «the Beatles». [www.kino-teatr.ru/kino/director/hollywood/64259/bio/]

### 18 января
- Ашват (84) — индийский актёр[91].
- Давтян, Ваник Ишханович (61) — советский российский архитектор.
- Карпов, Владимир Васильевич (87) — русский советский писатель, публицист и общественный деятель, Герой Советского Союза[92].
- Виан-Кюблер, Урсула (74) — французская и швейцарская актриса и балерина. [www.kino-teatr.ru/kino/acter/w/euro/87124/bio/]
- Паркер, Роберт (77) — американский писатель, автор романов о частном детективе Спенсере.
- Флорит, Карлос Альберто (80) — министр иностранных дел Аргентины (1958—1959)[93].

### 19 января
- Пано, Панайот (70) — лучший албанский футболист XX века[94]
- Пирогова, Людмила Леонидовна (70) — актриса Малого театра, заслуженная артистка РСФСР[95].
- Игорь Пономарёв (44) — предприниматель, основатель группы компаний Genser, занимающейся розничной продажей иномарок.
- Уткин, Анатолий Иванович (65) — советский и российский историк и политолог, Директор центра международных исследований Института США и Канады РАН[96].

### 20 января

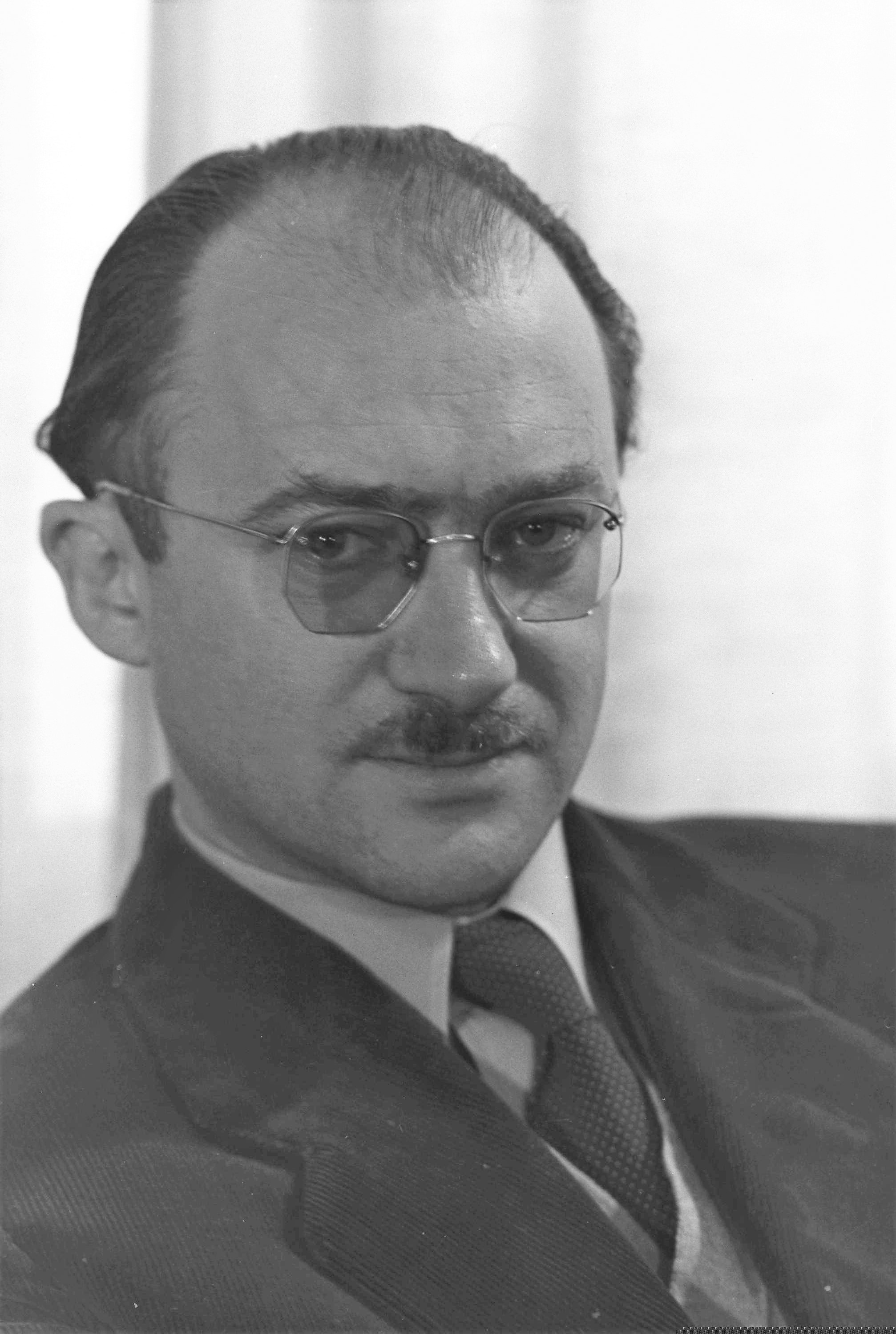
Авром Суцкевер

- Горячев, Юрий Фролович (71) — губернатор Ульяновской области (1992—2001)[97].
- Кабулов, Василь Кабулович (89) — академик АН Узбекистана, учёный-кибернетик[98].
- Кулинич, Пётр Михайлович (59) — карикатурист; инсульт[99].
- Суцкевер, Авром (Абрам Герцевич) (96) — еврейский поэт (писал на идише), редактор, партизан[100].
- Хенкин, Виктор Львович (87) — писатель, создатель шахматной журналистики[101]

### 21 января
- Джонсон, Лэрри (62) — американский продюсер[102].
- Кворрингтон, Пол (56) — канадский музыкант, писатель и сценарист[103].
- Николаев, Михаил Васильевич (87) — майор Советской Армии, участник Великой Отечественной войны, Герой Советского Союза.
- Романова, Наталья Николаевна (32) — чемпионка Европы и России по пулевой стрельбе; болезнь почек[104].
- Троицкая, Валерия Алексеевна (92) — советский и российский геофизик.

### 22 января

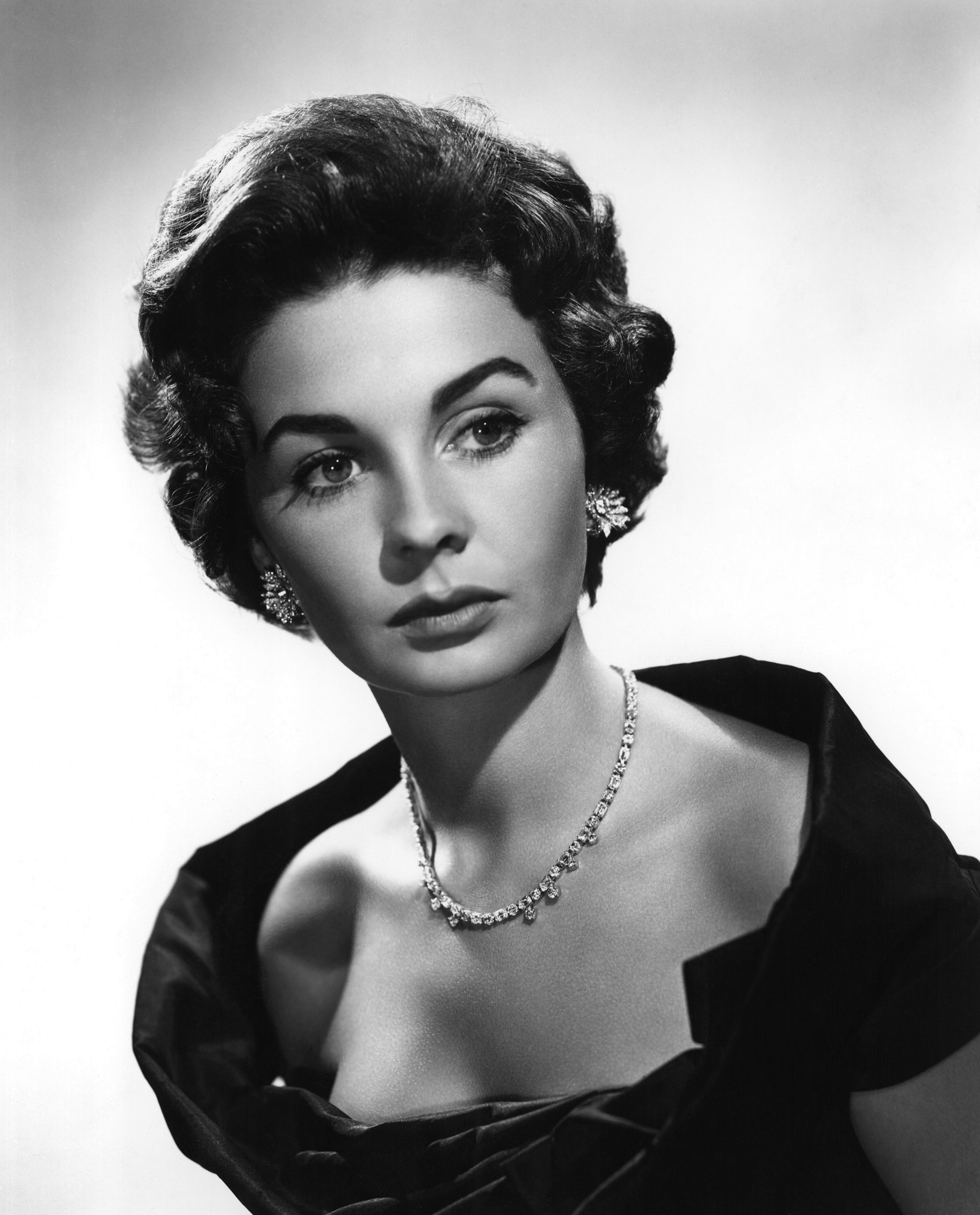
Джин Симмонс

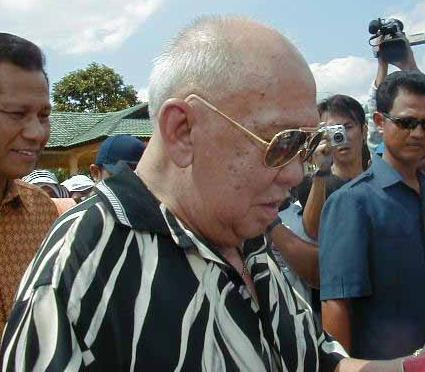
Искандер (султан Джохора)

- Джексон, Дженнифер Лин (40) — американская фотомодель; передозировка героина[105].
- Искандер (султан Джохора) (77) — король Малайзии (1984—1989)[106].
- Каплан, Сергей Делеорович (55) — известный российский поэт, бард[107].
- Ланге, Эндрю (52) — американский астрофизик; самоубийство[108].
- Митчелл, Джонс (89) — американский актёр и танцовщик. [www.kino-teatr.ru/kino/acter/m/hollywood/71721/bio/]
- Пасторек, Богус (81) — чехословацкий актёр. [www.kino-teatr.ru/kino/acter/euro/246294/works/]
- Севен, Джонни (79) — американский актёр[109].
- Симмонс, Джин (актриса) (80) — английская актриса, обладательница премии «Эмми» (1983), двукратная номинантка премии «Оскар». [www.kino-teatr.ru/kino/acter/w/hollywood/58348/bio/]

### 23 января

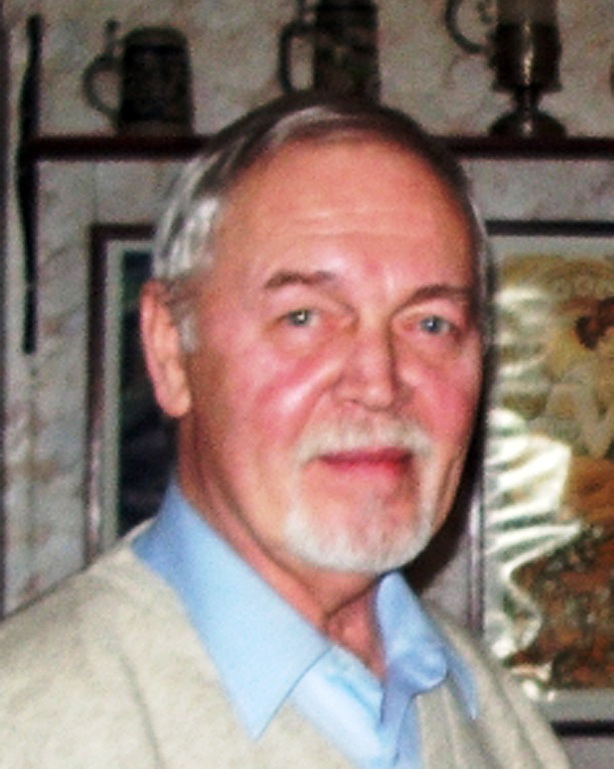
Леонид Нечаев

- Александров, Борис Владимирович (60) — артист Ульяновского областного драматического театра, народный артист России[110].
- Бон, Грасиела (79) — чилийская актриса
- Великий, Олег (32) — украинский и немецкий гандболист, чемпион мира 2007 года; рак кожи[111].
- Восилюте, Регина (82) — литовский сценарист, режиссёр. [www.kino-teatr.ru/kino/director/sov/248451/bio/]
- Гречишкин, Вадим Сергеевич (76) — советский и российский учёный — физик.
- Нечаев, Леонид Алексеевич (70) — советский, белорусский и российский кинорежиссёр, народный артист России (2003); инсульт[112].
- Пальм, Виктор Алексеевич (83) — академик АН Эстонии, народный депутат СССР (1989—1991)[113].
- Пьер, Роже (86) — французский актёр[114].
- Розсыпалова, Зора (87) — чехословацкая актриса. [www.kino-teatr.ru/kino/acter/euro/265198/works/]
- Уайльд, Эрл (94) — известный американский композитор и пианист[115].

### 24 января
- Мосбахер, Роберт (82) — министр торговли США (1989—1992)[116].
- Робертс, Пернелл (81) — американский актёр[117].
- Шафи, Газали (87) — министр иностранных дел Малайзии (1981—1984)[118].
- Шенаев, Владимир Никитович (80) — российский экономист, доктор экономических наук, профессор, член-корреспондент РАН[119].

### 25 января

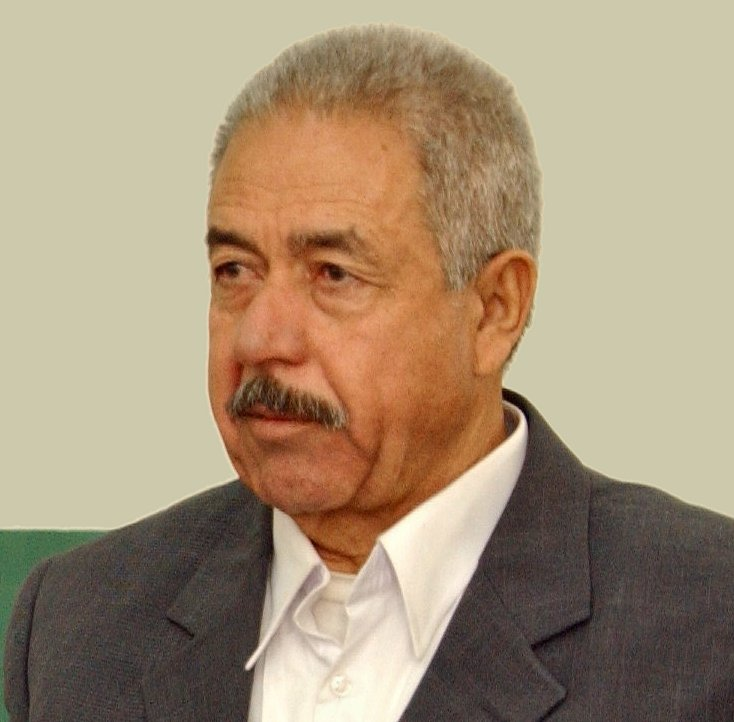
Али Хасан аль-Маджид

- Али Хасан аль-Маджид («Химический Али») (68) — бывший министр внутренних дел (1990—1991) и министр обороны (1991—1995) Ирака, двоюродный брат Саддама Хусейна; смертная казнь через повешение[120].
- Байонас Линн (66) — австралийский сценарист и продюсер[121].
- Виейра, Эмилио (89) — аргентинский актёр, сценарист и режиссёр[122].
- Коул, Орландо (101) — американский виолончелист и музыкальный педагог.
- Матиас, Чарльз (87) — американский сенатор-республиканец (1969—1987), председатель сенатского комитета по регламенту и администрации (1981—1988)[123].
- Пятрулис, Альгирдас (95) — литовский живописец, заслуженный деятель искусств Литовской ССР[124].

### 26 января
- Амараих, Андон (77) — министр иностранных дел Микронезии (1979—1991)[125].
- Бардах, Юлиуш (95) — польский историк[126].
- Бербидж, Джефри (84) — англо-американский астроном[127].
- Боа, Ср. (85) — последняя носительница языка Бо[128].
- Ледесма, Инда (83) — аргентинская актриса[129].
- Гуммади (82) — индийский актёр[130].

### 27 января

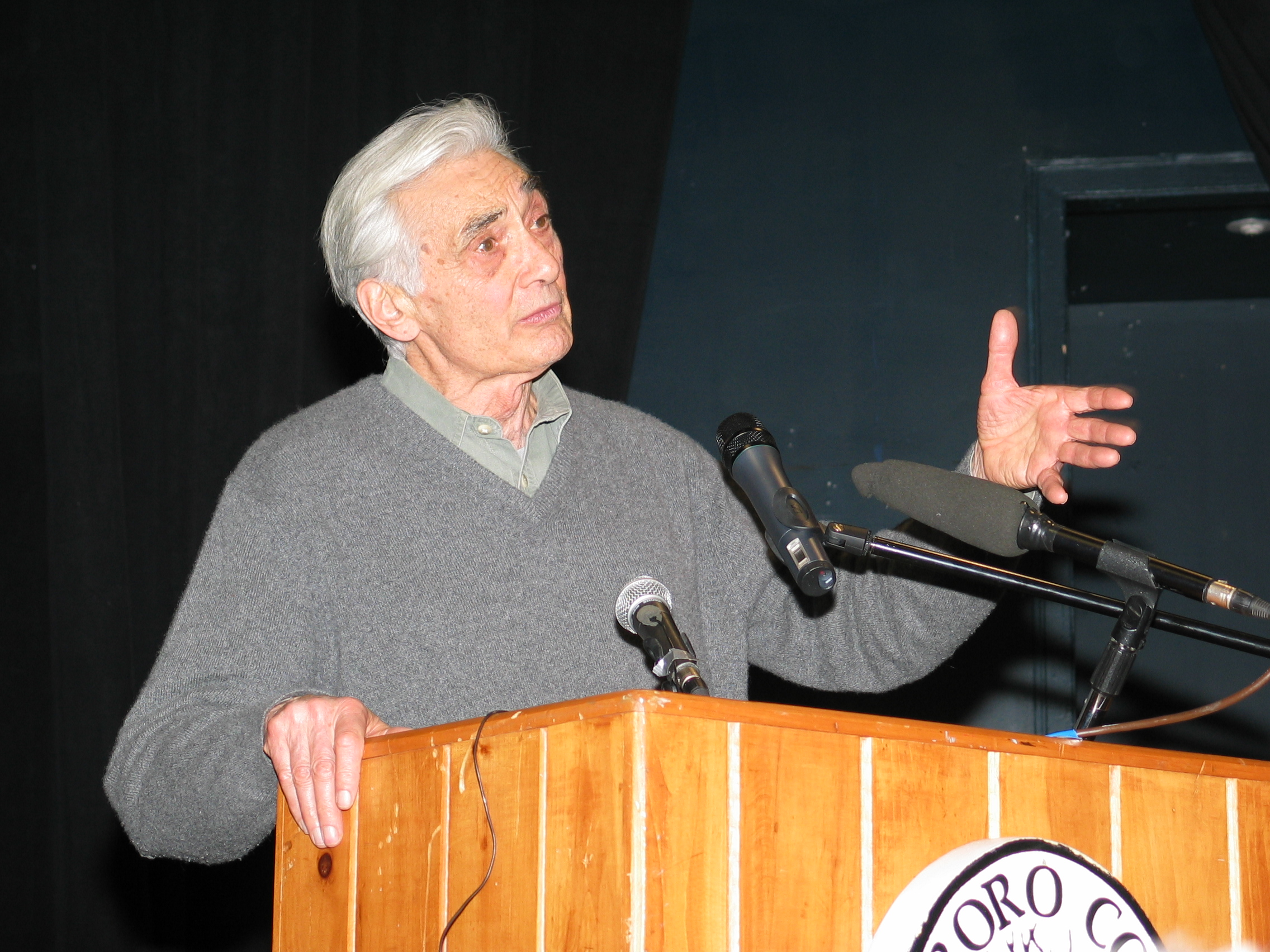
Говард Зинн

- Блицер, Бэрри (80) — американский сценарист, обладатель премии «Эмми»[131].
- Зинн, Говард (87) — американский историк, политолог, драматург и левый интеллектуал[132].
- Кейм, Бетти Лу (71) — американская актриса[133].
- Михалик, Станислав (82) — польский актёр. [www.kino-teatr.ru/kino/acter/m/euro/289446/works/]
- Рубинштейн, Зельда (76) — американская актриса[134].
- Сэлинджер, Джером Дэвид (91) — американский писатель, классик литературы США XX века, автор романа «Над пропастью во ржи»[135].

### 28 января
- Азери, Сабир Али оглы (71) — азербайджанский писатель. [www.kino-teatr.ru/kino/screenwriter/sov/262056/bio/]
- Белкхейр, Ларби (72) — алжирский военный и политик, министр внутренних дел (1991)[136].
- Галимзянов, Флюр Галимзянович (77) — ведущий инженер «Уфимского моторостроительного производственного объединения», Герой Социалистического Труда[137].
- Никитин, Василий Антонович (78) — заслуженный зоотехник РСФСР, Герой Социалистического Труда[138].
- Росинский, Дмитрий Афанасьевич (82) — бригадир комплексной бригады, управляющий отделением совхоза «Заречный», Герой Социалистического Труда[139].

### 29 января

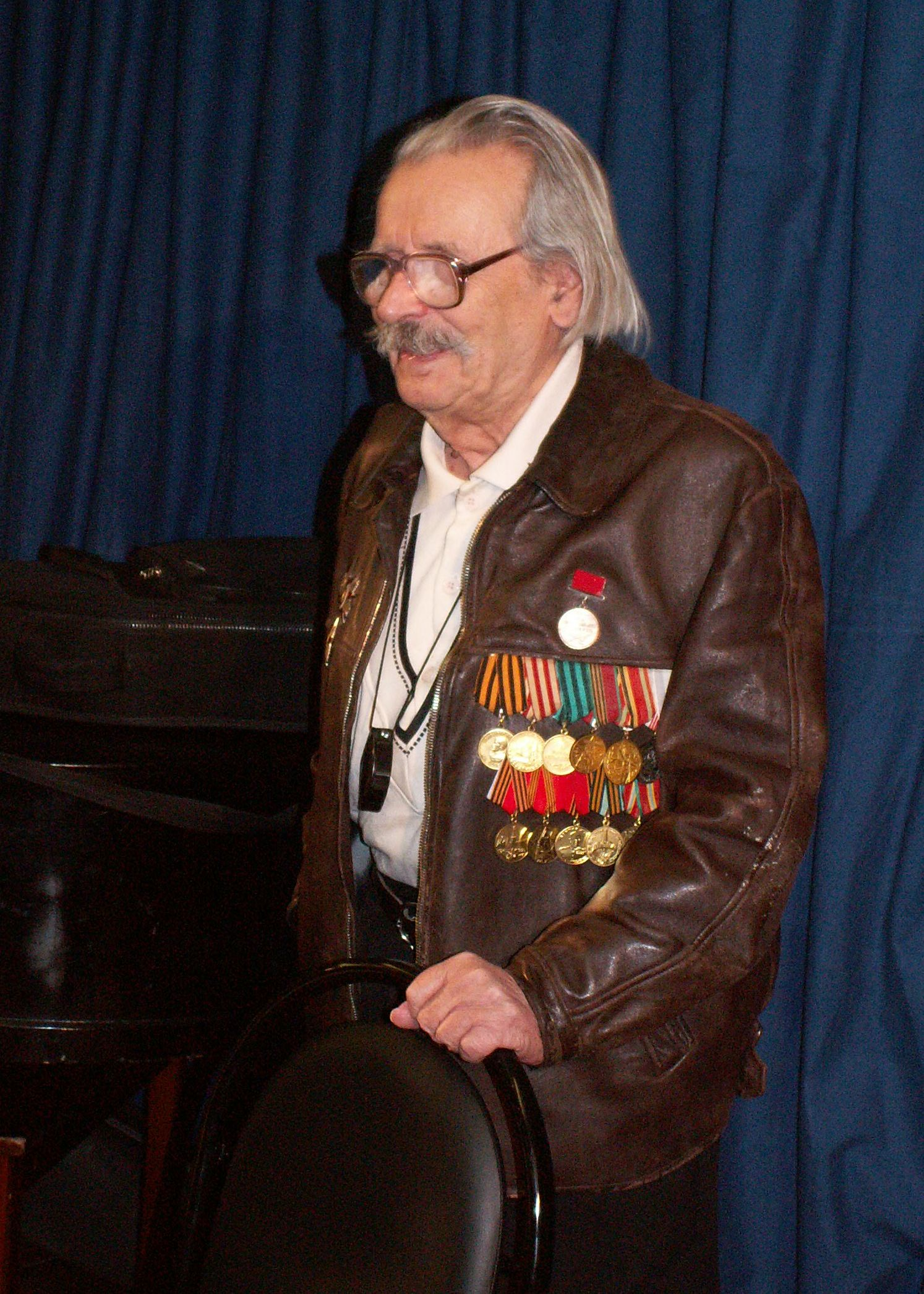
Евгений Агранович

- Авшаров, Юрий Михайлович (72) — российский актёр и режиссёр, народный артист России. [www.kino-teatr.ru/teatr/activist/11662/bio/]
- Агранович, Евгений Данилович (91) — кинодраматург, бард[140].
- Кабыш, Андрей Александрович (91) — профессор, учёный-диагност[141].
- Кингсеп, Александр Сергеевич (65) — российский физик[142].
- Млунгиси Дламини (27) — боксёр, чемпион мира IBO и WBF в легком весе; автокатастрофа[143].
- Фивег, Экарт (61) — германский математик[144].
- Фреивалд, Эрик (82) — американский сценарист[145].
- Шейх, Захид (60) — пакистанский спортсмен, серебряный призёр Олимпийских игр (1972) по хоккею на траве.

### 30 января
- Бронза, Григорий Захарович (82) — приднестровский художник-реставратор.
- Видрашку, Феодосий Константинович (81) — молдавский советский писатель.
- Котляров, Николай Семёнович (72) — председатель городской думы Краснодара; ДТП[146].
- Лазарев, Лазарь Ильич (86) — российский критик, литературовед[147].
- Рубен, Аарон (95) — американский режиссёр, сценарист и продюсер[148].

### 31 января

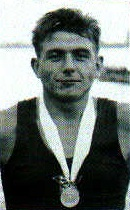
Иржи Гавлис

- Бейкер, Кейдж (57) — американская писательница[149].
- Ванек, Пьер (78) — французский актёр театра и кино[150].
- Кеммерих, Александр Оскарович — советский гидролог и гляциолог.
- Коротков, Сергей Александрович (63) — харьковский журналист, музыковед, музыкальный критик, диджей, преподаватель, учёный (химик), востоковед, радио- и телеведущий, переводчик, коллекционер, один из основоположников советской рок-журналистики.
- Костарев, Виталий Петрович (80) — советский хоккеист и тренер. https://www.webcitation.org/66c2vlHhQ?url=http://www.fhr.ru/content/news/5502.html. Дата обращения: 11 апреля 2010. Архивировано из оригинала 17 апреля 2013 года.
- О’Нил, Пэдди (83) — британская актриса[151].
- Гавлис, Иржи (77) — чехословацкий спортсмен, чемпион Олимпийских игр (1952) по академической гребле[152].
- Элой Мартинес, Томас (75) — аргентинский писатель и журналист[153].